# Alkanna jordanovii
Alkanna jordanovii är en strävbladig växtart som beskrevs av St. Kozhukharov. Alkanna jordanovii ingår i släktet Alkanna och familjen strävbladiga växter. Inga underarter finns listade i Catalogue of Life.